# أليكس ماجي
أليكس ماجي (بالإنجليزية: Alex Magee)‏ هو لاعب كرة قدم أمريكية أمريكي، ولد في 28 أبريل 1987 في أوسويغو في الولايات المتحدة.

## أقرأ أيضا
- أليكس لويس
- أليكس لينكولن
- أليكس ماك
- أليكس مورتنسن
- أليكس موفات

## وصلات خارجية
- أليكس ماجي على موقع مرجع كرة القدم المحترفة.كوم (الإنجليزية)